# Virgile Schneider
Pour les articles homonymes, voir Famille Schneider et Schneider.
 (août 2019).
Si vous disposez d'ouvrages ou d'articles de référence ou si vous connaissez des sites web de qualité traitant du thème abordé ici, merci de compléter l'article en donnant les références utiles à sa vérifiabilité et en les liant à la section « Notes et références ».
Antoine Virgile, chevalier Schneider, est un officier général et homme politique français né le 22 mars 1779 à Bouquenom en Lorraine et mort le 11 juillet 1847 à Paris. Il est ministre de la Guerre sous la monarchie de Juillet dans le deuxième gouvernement de Jean-de-Dieu Soult du 12 mai 1839 au 1er mars 1840,.

## Biographie
Fils du médecin Christophe Schneider, neveu de Jacques Augustin Lambert Marin et cousin germain d'Adolphe Schneider et Eugène Schneider, maîtres de forges établis au Creusot, Virgile Schneider suit en l'an VII (1799) les cours de l'École polytechnique. 
Un mémoire sur Corfou adressé à Napoléon Bonaparte lui vaut d'être nommé surnuméraire du génie. Lieutenant pendant la campagne de Pologne, capitaine durant la guerre d'Espagne (1808), il prend part aux sièges de Saragosse (1808-1809) et de Figueres (1811). Créé chevalier de l'Empire le 23 février 1811, il devient aide de camp du général Clarke. Après une mission dans les îles Ioniennes, il fait la campagne de Russie et est enfermé à Dantzig en 1813 avec Rapp. Il est nommé colonel en 1815. Prisonnier de guerre à la capitulation, il rentre en France à la paix et est, pendant les Cent-Jours, chef d'état-major de Rapp, qui commandait le 5e corps, chargé de couvrir le Rhin.

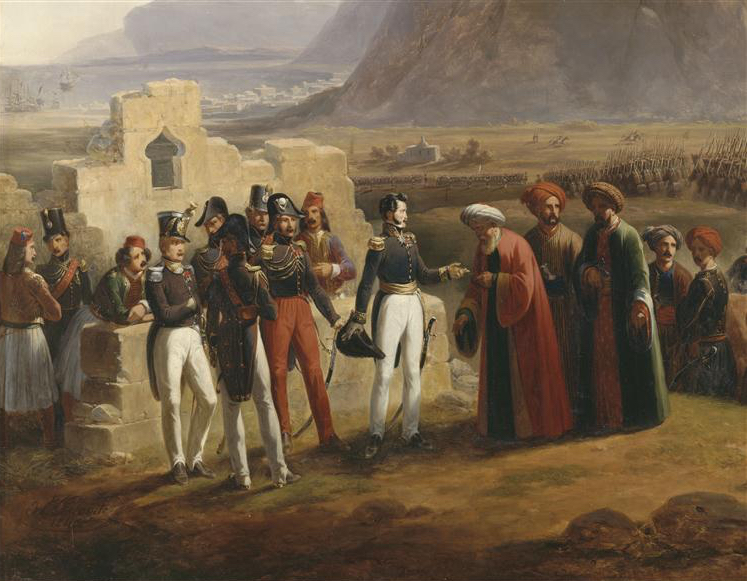
Prise de Patras dans le golfe de Lépante par le général de brigade Schneider, le 5 octobre 1828.

Mis en non-activité par la Seconde Restauration, il est rappelé au service en 1819 et prend part à la campagne d'Espagne et particulièrement au siège de Pampelune en 1823 comme colonel du  20e Léger. Maréchal de camp le 22 mai 1825, il fait l'expédition de Morée en Grèce sous le commandement du maréchal Maison, où il dirige les opérations de siège des forteresses du Péloponnèse en octobre 1828. À la tête de la 3e brigade du corps expéditionnaire, il libère la ville de Patras (le 5 octobre 1828) et prend le « château de Morée » de Patras (le 30 octobre 1828) aux troupes d'occupation turco-égyptiennes d'Ibrahim Pacha. Après avoir totalement libéré la Grèce de l'occupant, il est nommé commandant en chef des troupes d'occupation en remplacement du maréchal Maison, et reçoit, à l'époque de son rappel en juillet 1831, une épée d'honneur de la part du gouvernement grec.
Promu lieutenant-général le 12 août 1831 et nommé directeur du personnel au ministère de la Guerre le 20 novembre 1832, il est élu, le 21 juin 1834, député du 6e collège de la Moselle (Sarreguemines) et réélu le 4 novembre 1837 et le 2 mars 1839. Il siége dans la majorité mais vote contre la loi de disjonction et fait partie de la coalition formée contre le ministère Molé. Il vote pour la dotation du duc de Nemours, pour le recensement, contre les incompatibilités, contre les fortifications de Paris et contre l'adjonction des capacités.
Nommé ministre de la Guerre dans le deuxième gouvernement de Jean-de-Dieu Soult le 12 mai 1839, il doit se représenter devant ses électeurs qui confirment son mandat le 8 juin 1839. Il conserve son portefeuille jusqu'au 1er mars 1840. Durant son passage au gouvernement, il améliore le sort des officiers et réorganise l'état-major général et la remonte.
Le 28 novembre 1840, le général Schneider reçoit le commandement des troupes de la division extérieure de Paris qui coopérèrent aux travaux des fortifications de la capitale et, le 17 juillet 1841, il devient président du comité d'infanterie. Réélu député le 9 juillet 1842 et le 1er août 1846, il vote contre l'indemnité Pritchard et contre la proposition Rémusat.
Le 30 août 1814, à Kiev (Ukraine), il épouse la comtesse Catherine Zalinska. Il est le beau-père du général-baron Viala Charon et du baron Louis de Latour-Randon, ainsi que le grand-père de Raymond Saisset-Schneider, du général Maurice Saisset-Schneider (père de Germaine Dulac) et de Louis-Virgile-Raoul du Saussay.

## Décorations
- Nom gravé sous l'arc de triomphe de l'Étoile (pilier Nord, colonne 7)
- Grand officier de la Légion d'honneur (22 février 1829)
- Grand-croix de la Légion d'honneur (14 avril 1844)
- Grand commandeur de l'Ordre du Sauveur (Grèce) (Almanach royal et national 1835)
- Commandeur de l'Ordre royal de Léopold (Belgique) (Almanach royal et national 1835)

## Œuvres
- Virgile Schneider, Histoire et description des îles Ioniennes, Dondey-Dupré, Paris, 1823.
- Virgile Schneider, Résumé des attributions et devoirs de l'infanterie légère en campagne, Dondey-Dupré, Paris,1823.
- Virgile Schneider a également collaboré au Spectateur militaire.